# Sebastian Freis
Sebastian Freis (Karlsruhe, 23 april 1985) is een Duits voormalig voetballer die doorgaans speelde als spits. Tussen 2004 en 2019 was hij actief voor Karlsruher SC, 1. FC Köln, SC Freiburg, Greuther Fürth en Jahn Regensburg.

## Clubcarrière
Freis kwam in 1999 bij de jeugd van Karlsruher SC vanaf SC Wettersbach. Op 15 oktober 2004 maakte de aanvaller zijn debuut tegen Rot-Weiss Essen. In dat duel scoorde hij direct een hattrick. Het seizoen 2006/07 betekende later promotie naar de Bundesliga. In juli 2009 verkaste hij naar 1. FC Köln. Voor die club speelde hij bijna vijftig competitieduels tot aan zijn vertrek in 2012. Toen ondertekende hij een tweejarig contract bij SC Freiburg. Drie jaar later werd Greuther Fürth zijn nieuwe club. In augustus 2017 tekende Freis een tweejarige verbintenis bij Jahn Regensburg. In de zomer van 2019 besloot de toen 34-jarige Freis een punt te zetten achter zijn actieve loopbaan.

## Erelijst
| 2. Bundesliga | 1 | 2006/07 |